# KO-ney
KO-ney（コーニー）は、 サンプラーを用いたフィンガードラマー、トラックメイカー、作曲家である。

## 人物概要
AKAI professionalオフィシャルプレイヤーに認定。圧倒的な演奏力でストーリー性に富んだ楽曲と称されるライブパフォーマンスに定評がある。

### 略歴
- 2011年、1stアルバム『ONE PLATE』を発売。
- 2014年、2ndアルバム『Pad Craft』をリリース。
- 2015年
  - AKAI professionalのオフィシャルプレイヤーに認定される。
  - 三木楽器主催 ACHIEVEMENT2015 で優勝。
  - Jリーグ開幕PV、SONY PlayStation Classic Web CMへ楽曲提供。
- 2017年
  - 3月、Charisma.comの”Like it”をプロデュース。
  - 倖田來未 LIVE TUOR 2017 -W FACE- におけるMPCパフォーマンス指導。
- 2018年8月、テレビ東京の流派-RにてRei©hiにビートメイク指導。
- 2020年、『Dominate Break Loop』発売。
- 2021年、『The Light』発売。
- 2022年6月15日、ヒプノシスマイク 2nd FULL ALBUM『CROSS A LINE』収録の「Private Time」楽曲提供。

## ディスコグラフィー

### シングル
| 発売日         | タイトル                                                                            |
| -------------- | ----------------------------------------------------------------------------------- |
| 2020年9月25日  | amy feat.ぜったくん                                                                 |
| 2020年10月28日 | 高二(一留)feat.呂布カルマ                                                           |
| 2020年12月4日  | Blue Moment feat.Tamotsu LeftGroove                                                 |
| 2021年3月5日   | Let you know how beautiful this world is feat.タケウチカズタケ + 岩崎慧(セカイイチ) |
| 2022年1月28日  | Void                                                                                |

### アルバム
| 発売日        | タイトル   |
| ------------- | ---------- |
| 2021年4月23日 | Unfinished |
| 2021年12月3日 | The Light  |

### EP
| 発売日        | タイトル       |
| ------------- | -------------- |
| 2018年9月25日 | UNREAL ENGINEt |

## 楽曲提供および参加作品
| アーティスト名 | 収録作品                      | タイトル                   | 役割                   | 発売日         |
| -------------- | ----------------------------- | -------------------------- | ---------------------- | -------------- |
| ぜったくん     | Strings Live Sessions EP (EP) | Strings Live Sessions 2021 | ビートアレンジ         | 2021年10月11日 |
| oozash         | AURORA (EP)                   | AURORA                     | プロデュース・アレンジ | 2021年10月20日 |
| AKIRA          | loop addict (シングル)        | loop addict                | プロデュース・アレンジ | 2021年12月15日 |
| KMC            | ILL KID (アルバム)            | ILL KID                    | プロデュース・アレンジ | 2022年4月27日  |
| たかほくん     | 買って (シングル)             | 買って                     | アレンジ               | 2022年5月20日  |

### CM・キャンペーンなど
- BIGLOBE CM「ラップ家族編」にて楽曲制作(2012)
- 家具・インテリア総合通販 Lowya・Web CM及び街頭宣伝カーにて楽曲制作(2013)
- BS日テレ「EBiDANアミーゴ!」MPC PLAYERとして出演(2013)
- NHK Eテレ「シャキーン!」楽曲「トイレ待ち」を楽曲制作(2013)
- 宇部フィルム「ポリラップ PR動画」 楽曲提供 (2013)
- 日本テレビ「ダウンタウンのガキの使いやあらへんで!!」ラップ企画 楽曲提供(2013年9月)
- 明治安田生命Jリーグ「2015シーズン スペシャルムービー」楽曲提供(2015)
- SONY「PlayStation Classic Web CM」楽曲提供(2015)
- ロッテ「EATMINT」タイアップ曲・charisma.com「Like it」楽曲提供(2017)
- デジマート「NEKTAR TECHNOLOGY Aura」楽曲提供(2020)
- 「タウンワークって何? 木村昴が説明してみた。」楽曲提供(2021)
- JBL「CLUB PRO+TWS/LIVE FREE NC+TWS CM」楽曲提供/出演(2021)
- ドン・キホーテ 「レッドブルまとめ買いするってマジか?!キャンペーン」楽曲提供(2021)
- 佐賀県PR企画「絶景伝承芸能2021」楽曲提供(2021)